# Rhove
Rhove (* 1. Juni 2001 als Samuel Roveda in Rho) ist ein italienischer Rapper.

## Karriere
Rhove interessierte sich früh für Hip-Hop und trat schon als Jugendlicher in Sozialzentren und Diskotheken auf. Sein Künstlername ist eine Zusammenziehung seines Herkunftsorts und seines Nachnamens. Er inszeniert sich als Rapper „der Provinz“, im Gegensatz zu den meisten italienischen Rappern seiner Generation, die aus der Vorstädten kommen. Daneben tritt er für den Verzicht auf Drogen ein. Musikalisch sieht er sich unter anderem von Jul, Stromae, SCH oder Morad inspiriert.
Rhoves erste Single in Eigenproduktion, Blanc Orange (na na na), wurde 2020 schnell populär. Nach weiteren Veröffentlichungen war 2021 vor allem La zone im Duett mit Shiva ein Erfolg. 2022 gelang Rhove mit Shakerando der Durchbruch: Das Lied ging auf TikTok viral und erreichte die Spitze der italienischen Singlecharts, wo es sich sieben Wochen lang halten konnte. Nach weiteren erfolgreichen Singles erschien die Debüt-EP Provinciale bei Universal.
2023 meldete sich Rhove mit der Single Pelé zurück.

## Diskografie

### Alben
| Jahr | Titel Musiklabel                 | Höchstplatzierung, Gesamtwochen, AuszeichnungChartplatzierungen (Jahr, Titel, Musiklabel, Platzierungen, Wochen, Auszeichnungen, Anmerkungen) | Höchstplatzierung, Gesamtwochen, AuszeichnungChartplatzierungen (Jahr, Titel, Musiklabel, Platzierungen, Wochen, Auszeichnungen, Anmerkungen) | Anmerkungen                                            |
| Jahr | Titel Musiklabel                 | IT | CH | Anmerkungen                                            |
| ---- | -------------------------------- | --- | --- | ------------------------------------------------------ |
| 2022 | Provinciale Virgin Records (UMG) | IT10 Gold · (24 Wo.)IT | CH72 (1 Wo.)CH | Erstveröffentlichung: 21. Juli 2022 Verkäufe: + 25.000 |
| 2024 | Popolari EMI Records (UMG)       | IT4 Platin · (35 Wo.)IT | CH69 (1 Wo.)CH | Erstveröffentlichung: 29. März 2024 Verkäufe: + 50.000 |

### Singles (Auswahl)
| Jahr | Titel Album                | Höchstplatzierung, Gesamtwochen, AuszeichnungChartplatzierungen (Jahr, Titel, Album, Platzierungen, Wochen, Auszeichnungen, Anmerkungen) | Höchstplatzierung, Gesamtwochen, AuszeichnungChartplatzierungen (Jahr, Titel, Album, Platzierungen, Wochen, Auszeichnungen, Anmerkungen) | Anmerkungen                                                                 |
| Jahr | Titel Album                | IT | CH | Anmerkungen                                                                 |
| --- | -------------------------- | --- | --- | --------------------------------------------------------------------------- |
| 2021 | Shakerando –               | IT1 ×7Siebenfachplatin · (65 Wo.)IT | CH54 (8 Wo.)CH | Erstveröffentlichung: 15. Dezember 2021 Verkäufe: + 700.000                 |
| 2022 | Laprovince #1 –            | IT33 Platin · (11 Wo.)IT | — | Erstveröffentlichung: 21. Januar 2022 Verkäufe: + 100.000                   |
| 2022 | Seignosse –                | IT52 Gold · (3 Wo.)IT | — | Erstveröffentlichung: 18. Februar 2022 Verkäufe: + 50.000; mit Madfingerz   |
| 2022 | Cancelo –                  | IT18 ×2Doppelplatin · (25 Wo.)IT | — | Erstveröffentlichung: 17. März 2022 Verkäufe: + 200.000                     |
| 2022 | Laprovince #2 Provinciale  | IT20 Gold · (8 Wo.)IT | — | Erstveröffentlichung: 23. Mai 2022 Verkäufe: + 50.000; mit Madfingerz       |
| 2023 | Pelé Popolari              | IT6 ×2Doppelplatin · (30 Wo.)IT | — | Erstveröffentlichung: 16. März 2023 Verkäufe: + 200.000; mit Madfingerz     |
| 2023 | Whip Whip –                | IT22 Gold · (7 Wo.)IT | — | Erstveröffentlichung: 28. Mai 2023 Verkäufe: + 50.000                       |
| 2023 | Ancora Popolari            | IT24 ×2Doppelplatin · (… Wo.)IT | — | Erstveröffentlichung: 21. Juni 2023 Verkäufe: + 200.000                     |
| 2023 | Petit fou fou Popolari     | IT6 Platin · (34 Wo.)IT | — | Erstveröffentlichung: 14. Dezember 2023 Verkäufe: + 100.000; feat. Anna     |
| Folgende Lieder erschienen nicht als Single, wurden aber durch das Album zum Download und Streaming bereitgestellt und konnten somit eine Platzierung erlangen: |                            | | |                                                                             |
| |                            | | |                                                                             |
| 2022 | La famiglia Provinciale    | IT40 (1 Wo.)IT | — | mit Madfingerz feat. 8blevrai, Kassimi, Yunes Lagrintaa, Sisco, Neza & Nabi |
| 2022 | Copacabana Provinciale     | IT44 Gold · (4 Wo.)IT | — | Verkäufe: + 50.000                                                          |
| 2022 | Tuta Lacoste Provinciale   | IT96 (1 Wo.)IT | — | mit Timal                                                                   |
| 2022 | La haine Provinciale       | IT59 (1 Wo.)IT | — |                                                                             |
| 2022 | Couple Provinciale         | IT93 (1 Wo.)IT | — | mit Madfingerz & Sasso                                                      |
| 2022 | Compliquè Provinciale      | IT29 Platin · (11 Wo.)IT | — | mit Shiva & Ghali Verkäufe: + 100.000                                       |
| 2022 | Cellphone Milano Demons    | IT24 (1 Wo.)IT | — | Shiva feat. Rhove & Bianca Costa                                            |
| 2022 | Audi X2 Deluxe             | IT41 (1 Wo.)IT | — | Sick Luke feat. Rhove & Capo Plaza                                          |
| 2023 | Désolé 10                  | IT29 Gold · (3 Wo.)IT | — | Drillionaire feat. Rhove & Geolier Verkäufe: + 50.000                       |
| 2024 | Amore mio Popolari         | IT27 (4 Wo.)IT | — | feat. Sfera Ebbasta & Jul                                                   |
| 2024 | Alè Popolari               | IT35 Platin · (25 Wo.)IT | — | feat. Capo Plaza Verkäufe: + 100.000                                        |
| 2024 | Vestiti da Rapper Popolari | IT76 (1 Wo.)IT | — | feat. Guè                                                                   |

Weitere Singles
- 2021: Corso Europa (mit Madfingerz, IT: Gold)
- 2021: La zone (feat. Shiva, IT: Platin)
- 2021: Montpellier (IT: Gold)
- 2021: Jungle (IT: Gold)

## Auszeichnungen für Musikverkäufe
| Goldene Schallplatte - Frankreich - 2024: für das Lied Europa - Spanien - 2024: für das Lied Europa |

Anmerkung: Auszeichnungen in Ländern aus den Charttabellen bzw. Chartboxen sind in ebendiesen zu finden.
| Land/RegionAuszeichnungen für Musikverkäufe (Land/Region, Auszeichnungen, Verkäufe, Quellen) | Gold       | Platin       | Verkäufe  | Quellen             |
| -------------------------------------------------------------------------------------------- | ---------- | ------------ | --------- | ------------------- |
| Frankreich (SNEP)                                                                            | Gold1      | —            | 100.000   | snepmusique.com     |
| Italien (FIMI)                                                                               | 9× Gold9   | 19× Platin19 | 2.275.000 | fimi.it             |
| Spanien (Promusicae)                                                                         | Gold1      | —            | 30.000    | elportaldemusica.es |
| Insgesamt                                                                                    | 11× Gold11 | 19× Platin19 |           |                     |

## Belege
1. 1 2  Rhove. Radio Italia, abgerufen am 9. November 2022 (italienisch).
2. ↑  Claudio Cabona: Rhove: con “Shakerando” ha superato “Brividi”. In: Rockol.it. 26. April 2022, abgerufen am 8. Mai 2023 (italienisch).
3. ↑  Rhove, esce l’EP di debutto 'Provinciale'. ANSA, 10. Juni 2022, abgerufen am 9. November 2022 (italienisch).
4. ↑  Chartquellen (Alben):
  - Alben von Rhove. In: Italiancharts.com. Hung Medien, abgerufen am 7. November 2022.
  - Alben von Rhove. In: Hitparade.ch. Hung Medien, abgerufen am 7. November 2022.
5. ↑  Chartquellen (Singles):
  - Archivio Top Singoli. FIMI, abgerufen am 4. Juli 2024.
  - Songs von Rhove. In: Hitparade.ch. Hung Medien, abgerufen am 19. September 2023.

| Personendaten    | Personendaten                |
| ---------------- | ---------------------------- |
| NAME             | Rhove                        |
| ALTERNATIVNAMEN  | Roveda, Samuel (Geburtsname) |
| KURZBESCHREIBUNG | italienischer Rapper         |
| GEBURTSDATUM     | 1. Juni 2001                 |
| GEBURTSORT       | Rho                          |